# Johannes Dielmann
Johannes Dielmann (* 26. Oktober 1819 in Frankfurt am Main; † 24. Oktober 1886 ebenda) war ein deutscher Bildhauer.

## Leben

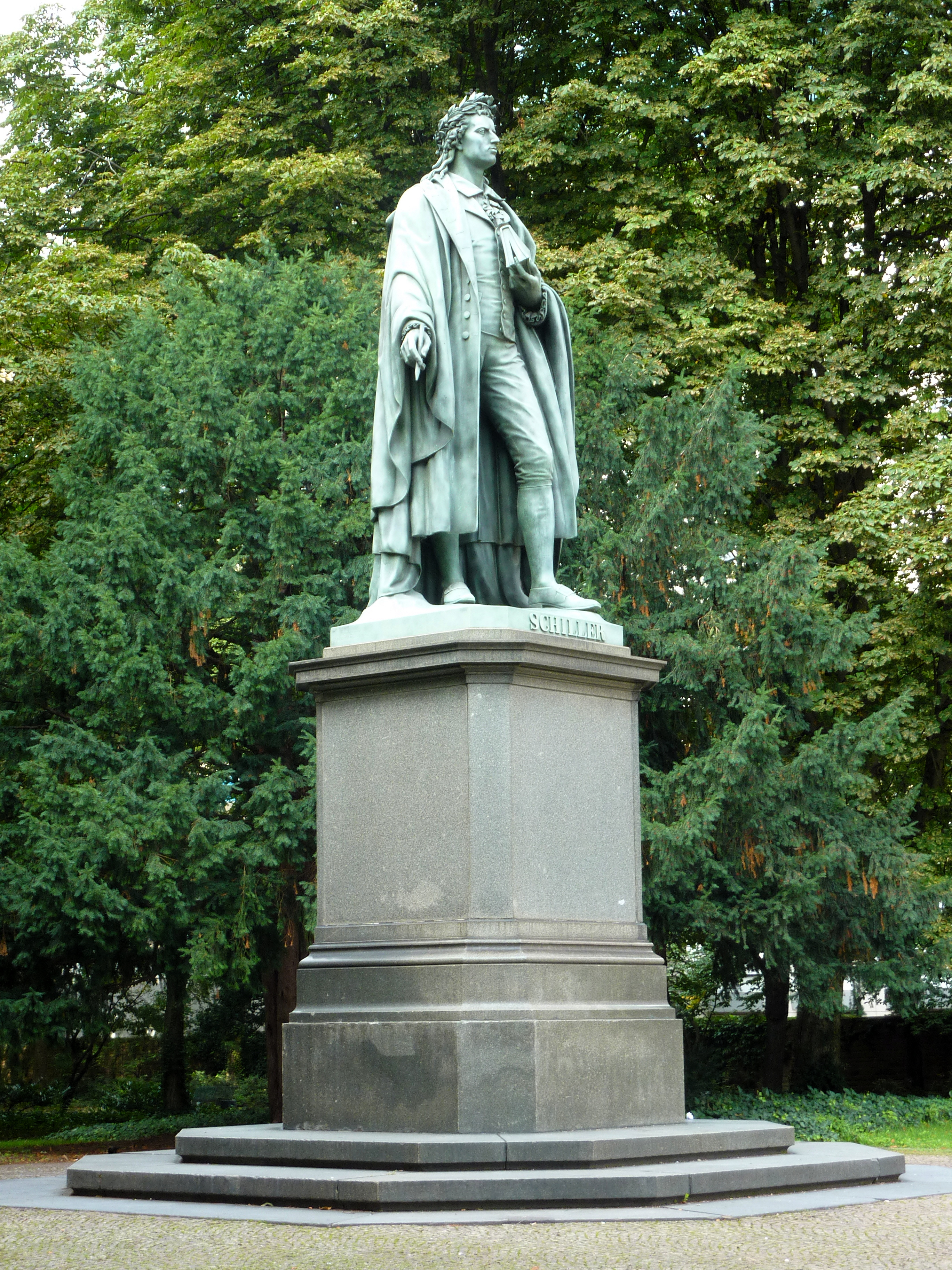
Schillerdenkmal, 1864

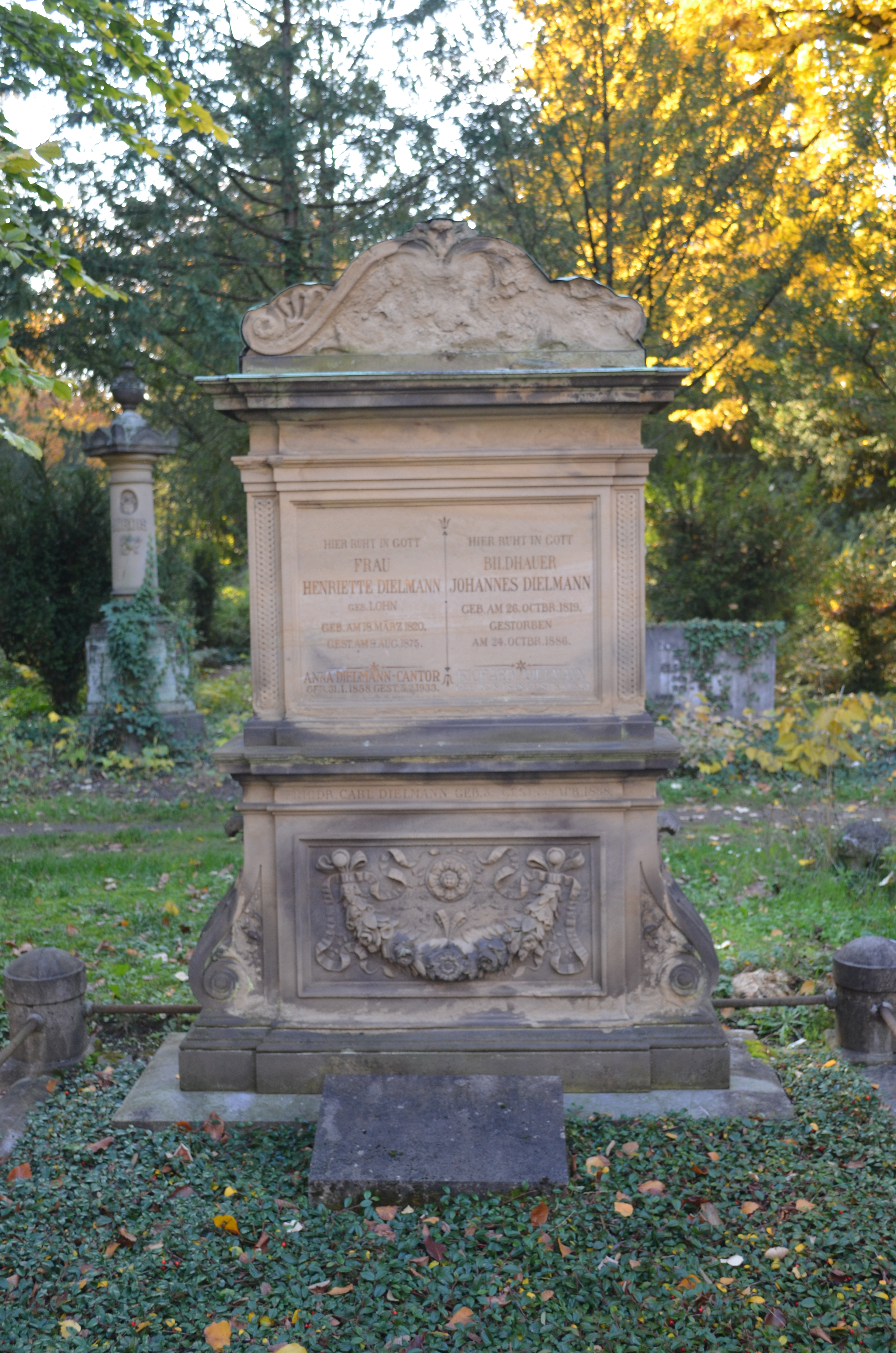
Grabstätte auf dem Frankfurter Hauptfriedhof

Dielmann war Sohn eines Sachsenhäuser Gärtners. Der Maler und Lithograph Jakob Fürchtegott Dielmann war sein Cousin. Diehlmann besuchte von 1833 bis 1839 die Städelschule, seit 1835 bei Johann Nepomuk Zwerger, dann bei dem Bildhauer Matthäus Krampf. Nach seiner Lehrzeit wurde er Modelleur in der Sachsenhäuser Eisengießerei. Ab 1843 studierte er in München bei Ludwig Schwanthaler, dem Schöpfer des Frankfurter Goethedenkmals. Nach seiner Rückkehr nach Frankfurt arbeitete Dielmann als Innenausstatter für vermögende Auftraggeber. Unter anderem gestaltete er einen Tanzsaal für Moritz von Bethmann. Aufgrund der guten Referenzen erhielt er weitere Aufträge, darunter für Schloss Landsberg in Meiningen und Schloss Philippsruhe. In Frankfurt war er mit Arbeiten in der Weißfrauenkirche beschäftigt.
Im Schillerjahr 1859 wollten Frankfurter Bürger auch Friedrich Schiller ein öffentliches Denkmal setzen. Schiller hatte zwischen 1782 und 1784 dreimal in Frankfurt gewohnt. Sein Drama Kabale und Liebe war am 13. April 1784 im Frankfurter Stadttheater uraufgeführt worden. Zu einem von Johannes Classen und Theodor Creizenach inszenierten Schillerfest am 10. November 1859 reisten über 40.000 auswärtige Gäste an. Am Rande des Festes wurde das Freie Deutsche Hochstift gegründet und Dielmann der erste Preis für seinen Denkmalsentwurf überreicht. Ein Gipsmodell wurde auf dem Römerberg enthüllt.
Das Denkmal wurde in Bronze gegossen und am 9. Mai 1864 auf dem Paradeplatz an der Hauptwache aufgestellt, der seitdem Schillerplatz hieß. Im Mai 1955, zu Schillers 150. Todestag, wurde das Denkmal in die Taunusanlage am Taunustor versetzt. 
Die Bronzefigur ist 4 Meter hoch. Sie steht auf einem gleichhohen kubischen Block aus Syenit, der im Fichtelgebirge gebrochen wurde. Der Dichter belastet das rechte Bein und stellt das linke Spielbein leicht vor. Er trägt Culotte und Weste, darüber einen leichten Mantel. In der angewinkelten linken Hand hält er ein Buch, in der ausgestreckten rechten Hand eine Schreibfeder. Der Lorbeerkranz auf dem Kopf betont seinen besonderen Rang unter den Dichtern.
Dielmann war Mitbegründer und Vorstandsmitglied des Mitteldeutschen Kunstgewerbevereins und Mitglied der Frankfurter Loge zur Einigkeit.
Dielmann war verheiratet mit Henriette Dielmann geb. Lohn (1820–1873). Ihre Söhne waren der Architekt und Bildhauer Richard Dielmann (1848–1923) und der Maler Thomas Dielmann (1850–1920). Sein Grab befindet sich auf dem Frankfurter Hauptfriedhof, Gewann C 70.

## Werke (Auswahl)
- Altargestühl, Kanzel und Orgelempore der Weißfrauenkirche, Frankfurt am Main, 1857 (1944 zerstört)
- Schillerdenkmal, Frankfurt am Main, 1864
- Büste von Friedrich Maximilian Klinger im Frankfurter Bürgerverein